# Alberico II Cybo-Malaspina
Alberico II Cybo-Malaspina (Gênova, 23 de julho de 1607 – Massa, 2 de fevereiro de 1690) foi o terceiro  Príncipe soberano de Massa e Marquês soberano de Carrara de 1662 a 1664. Nesse ano, os seus títulos foram elevados, tornando-se primeiro Duque soberano de Massa e Príncipe soberano de Carrara até à sua morte. Foi o quinto da sua dinastia a governar os estados de Massa e Carrara.

## Biografia
Alberico era o filho mais velho e herdeiro de Carlos I Cybo-Malaspina e de Brígida Spinola, sucedendo ao pai em 1662. Em 1664, já Alberico II governava os estados dos Cybo-Malaspina, o imperador Leopoldo I elevou o principado de Massa à categoria de ducado e o marquesado de Carrara a principado.
Para além destes estados, Alberico II era, também, Principe do Sacro Império, 3º Duque de Ferentillo, 2º Duque de Ajello, Conde Palatino de Laterano, Barão de Paduli, Sinhor Soberano de Moneta e Avenza, Senhor de Lago, Laghitello, Serra e Terrati, Barão Romano, Patrício Romano e Patrício Genovês, Patrício de Pisa e Florença, Patrício Napolitano, Nobre de Viterbo.
Casou em Gênova, em janeiro de 1626, com Fúlvia Pico (Della Mirandola) (1607-1679), filha de Alexandre I Pico, Duque soberano de Mirandola, e de Laura d'Este (filha de César d'Este, Duque de Módena).
Alberico morre em 1690, sucedendo-lhe o seu filho mais velho, Carlos.

## Descendência
Do casamento de Alberico e Fúlvia nasceram 13 filhos:
1. Laura (nascida e morta em 1628);
2. Catarina (Caterina) (nascida e morta em 1630);
3. Carlos II (Carlo) (1631-1710), sucedeu ao pai;
4. Maria (1631-1637);
5. Alexandre (Alessandro) (1633-1705), Patriarca Titular de Constantinopla em 1705;
6. Constança (Costanza) (1634-1635);
7. João Batista (Giovanni Battista) (nascido e morto em 1635);
8. Maria Francisca (Maria Francesca) (1637-1675);
9. Ana (Anna) (1640-1691);
10. Fernando (Ferdinando), (1641-1682), abade da Collegiata di San Pietro di Massa;
11. Francisco Maria (Francesco Maria) (nascido e morto em 1644);
12. Teresa (1645-1682);
13. Inocêncio (Innocenzo) (1648-1674), Patrício Romano e Patrício Genovês, Patrício de Pisa e Florença, Patrício Napolitano, Nobre de Viterbo, Mordomo de Sua Santidade o Papa, Governador do Ducado de Ferentillo.